# ホワイト・ガール
『ホワイト・ガール』(White Girl)は、2016年のアメリカのドラマ映画。エリザベス・ウッドが脚本・監督を務め、彼女の監督デビュー作でもある。
出演はモーガン・セイラー、ブライアン・マルク、インディア・メニューズ、アドリアン・マルティネス、アンソニー・ラモス、ラルフ・ロドリゲスなど。日本では劇場公開されなかったが、2016年にNetflixで配信された。
ドラッグディーラーと交際する女子大生が、逮捕された恋人を釈放させるために弁護士を雇い奔走する。

## あらすじ
大学2年生のリアは、友人のケイティと一緒にニューヨーク市クイーンズ区リッジウッドのアパートに引っ越す。ある夜、マリファナから、彼女は夜の通りで見かけたグループに彼女の薬を販売するように頼むが彼等は断られた。その後、彼女のアパートにブルーを招待し、彼はリアにハードドラックをしてないことを説明した。

## キャスト
※括孤内は日本語吹き替え
- リア: モーガン・セイラー（嶋村侑）
- ブルー: ブライアン・マルク（木島隆一）
- ケイティ: インディア・メニューズ（英語版）（三木美）
- ケリー: ジャスティン・バーサ（小松史法）
- ジョージ: クリス・ノース（魚建）
- ロイド: アドリアン・マルティネス (増元拓也)
- キロ: アンソニー・ラモス（森田了介）
- ネネ: ラルフ・ロドリゲス（英語版）
- アレクサ: アナベル・デクスター＝ジョーンズ（英語版）
- ダーネル: ジェメル・ハワード
- その他の日本語吹き替え: 徳石勝大、保澄しのぶ、鈴宮早織、蜂須賀智隆、菊地達弘、臼木健士朗、竹内夕己美、吉田麻実

## 日本版制作スタッフ
- 演出: 打越領一
- 翻訳: 田尾友美
- 録音・調整: 石倉史絵
- 録音スタジオ: 東京テレビセンター事業部
- 制作: ACクリエイト